# Obrium bartolozzii
Obrium bartolozzii là một loài bọ cánh cứng trong họ Cerambycidae.